# Thomas Charles Richmond Baker
Thomas Charles Richmond Baker, avstralski častnik, vojaški pilot in letalski as, * 2. maj 1897, Smithfield, † 4. november 1918, Buisseral.  	
Stotnik Baker je v svoji vojaški karieri dosegel 12 zračnih zmag.

## Odlikovanja
- Distinguished Flying Cross (DFC)
- Military Medal (MM) s ploščico